# HD 10009
HD 10009，又名BD-10 343，SAO 129412、HR 466，是一颗恒星，视星等为6.24，位于銀經156.7，銀緯-69.19，其B1900.0坐标为赤經1h 32m 37.7s，赤緯-9° -69.19′ 58″。